# Ottavio Bandini
Ottavio Bandini, född 25 oktober 1558 i Florens, död 1 augusti 1629 i Rom, var en italiensk kardinal och ärkebiskop. Han tillhörde adelsätten Bandini.

## Biografi
Ottavio Bandini var son till Pier Antonio Bandini och Cassandra de' Cavalcanti. Bandini studerade bland annat vid Pisas universitet, där han blev juris utriusque doktor.
Påve Clemens VIII utsåg honom 1596 till kardinalpräst med Santa Sabina som titelkyrka. Mellan 1612 och 1613 var han camerlengo. Bandini avslutade sin karriär som kardinal som kardinalbiskop av Ostia e Velletri 1626–1629.
Kardinal Bandini är begravd i Cappella Bandini i basilikan San Silvestro al Quirinale. Hans byst är skulpterad av Giuliano Finelli.